# Nguyễn Thị Hằng (Hậu Lê)
Huy Gia Hoàng thái hậu (chữ Hán: 徽嘉皇太后; 1441 - 8 tháng 4, 1505), hay Trường Lạc Hoàng hậu (長樂皇后), là phi tần của hoàng đế Lê Thánh Tông, sinh mẫu của hoàng đế Lê Hiến Tông, tổ mẫu của Lê Túc Tông và Lê Uy Mục.
Bà tuy là mẹ của Hoàng thái tử, được phong Quý phi đứng đầu, nhưng chưa từng ở ngôi Hoàng hậu do vua Lê Thánh Tông sợ hoạ ngoại thích. Cuộc đời bà trải qua nhiều vinh hoa phú quý mà cũng thăng trầm, từ vị trí Sung nghi, rồi Quý phi, Hoàng thái hậu, Thái hoàng thái hậu, cuối cùng đột ngột kết thúc một cách đầy bi kịch vào cuối đời, khi bị chính cháu nội là Uy Mục Đế giết chết. Bà trở thành một trong 2 vị Thái hậu bị giết một cách bi thảm nổi tiếng nhất trong lịch sử Việt Nam, người còn lại là Hiến Từ thái hậu của triều đại nhà Trần. Cả hai đều bị sát hại bởi cháu của mình (Dương Nhật Lễ trên danh nghĩa là cháu nội Hiến Từ thái hậu).

## Thân thế
Huy Gia Hoàng thái hậu có nguyên danh là Nguyễn Thị Hằng (阮氏恒), cũng lại chép là Hằng (晅) hoặc Huyên (萱), người ở trang Gia Miêu ngoại, huyện Tống Sơn, là con gái của Trinh quốc công Nguyễn Đức Trung, người có công trong việc đưa Lê Thánh Tông lên ngôi. 

## Tiểu sử

### Giai thoại gặp gỡ
Lê Thánh Tông khi còn là hoàng tử, trong một lần đi dạo chơi bên bờ sông Tống Sơn – Thanh Hóa chợt thấy bà, một cô gái xinh đẹp đang ngồi vo gạo dưới bến. Tức cảnh sinh tình, Lê Thánh Tông bèn ra một vế đối:
"Gạo trắng nước trong, mến cảnh lại càng thêm mến cả…".
Câu đối bỏ lửng như một lời ngỏ ý khéo léo khiến người ta phải rung động. Bà nghe thấy khúc khích cười rồi đối đáp lại:
"Cát lầm gió bụi, lo đời đâu đấy hãy lo cho…".
Câu đối vừa cho chàng trai một chút hy vọng nhưng vừa là một lời trách người con trai phải biết lo việc đời trước khi lo duyên, thế mới xứng là đấng nam nhi.
Nghe lời đối đáp ấy, trái tim vị hoàng tử trẻ loạn nhịp và thầm nghĩ sao trên đời lại có người con gái tài sắc vẹn toàn đến vậy. Lê Thánh Tông quyết phải chinh phục bằng được đóa hoa quý giá này.
Hoàng tử dò hỏi mãi, mới biết bà tên là Nguyễn Thị Hằng, là con của tướng Nguyễn Đức Trung. Mà vợ của vị tướng này lại là bạn thân của mẹ hoàng tử (Ngô Sung viên). Đã có duyên gặp gỡ nay lại được thêm duyên phụ mẫu vun đắp. Mối tình của hoàng tử Lê Thánh Tông và bà nhanh chóng đơm hoa kết trái. Tháng 7, năm Quang Thuận thứ nhất (1460) bà được Lê Thánh Tông phong làm Sung nghi, cho ở cung Vĩnh Ninh để vua luôn được gần bên người đẹp. Bà cũng được Thánh Tông yêu quý nhất trong số các cung nhân. Lúc này hoàng đế còn trẻ tuổi, rất đa tình và chưa có con trai.

### Giai thoại cầu tự
Khi đó, Quang Thục hoàng thái hậu đã từng cầu đảo, sai ông Đức Trung đến cầu ở am Từ Công núi Phật Tích, chiêm bao thấy đến trước mặt thượng đế cầu hoàng tự. Thượng đế phán: Cho sao Thiên Lộc làm con Nguyễn thị. Nói rồi cho ẵm đến ngồi ở trước. Bấy giờ, bà đương ở cung Vĩnh Ninh, tức thì có mang. Đến khi đủ ngày tháng, chiêm bao thấy rồng vàng từ trên trời sa xuống, bay vào trong phòng, một lát sau thì sinh ra Lê Tranh. Đó là ngày 10 tháng 8, năm Quang Thuận thứ 2 (1461).

### Vinh sủng
Năm Quang Thuận thứ 3 (1462), tháng 3, sách lập Lê Tranh làm Hoàng thái tử. Năm Hồng Đức thứ nhất (1470), Nguyễn Sung nghi được tấn phong làm Quý phi; càng được hưởng vinh sủng, cho quản lý mọi việc trong hậu cung. Hoàng đế lúc đó có ý phong bà làm Hoàng hậu, nhưng sợ họa ngoại thích nên lại thôi.

### Tranh chấp quyền lực
Năm Hồng Đức thứ 28 (1497), Lê Thánh Tông qua đời, thái tử Lê Tranh kế vị, sử gọi là Lê Hiến Tông. Theo Đại Việt sử ký toàn thư, khi Thánh Tông bệnh nặng, bà dù bị xa lánh vẫn cố xin gặp, và bà đã hạ độc khiến Thánh Tông qua đời nhanh chóng sau đó. Việc này trong Đại Việt thông sử của Lê Quý Đôn không ghi lại. Sau khi lên ngôi, vua Hiến Tông tôn bà làm Trường Lạc Thánh Từ Hoàng thái hậu (長樂聖慈皇太后), để ở cung Trường Lạc và phụng dưỡng rất chu đáo.
Năm Cảnh Thống thứ 8 (1504), Lê Hiến Tông chết sau 7 năm trị vì. Hoàng thái tử Lê Thuần lên ngôi, tức Lê Túc Tông, tôn bà làm Thái hoàng thái hậu. Nhưng Túc Tông yểu mệnh, trị vì chưa đầy 1 năm thì mất (17 tuổi).
Trong triều xảy ra tranh chấp việc kế vị, vì Túc Tông không có con trai để kế vị, khi lâm chung ông đã chỉ định người anh thứ 2 là Lê Tuấn, nhưng Trường Lạc thái hậu cho rằng Lê Tuấn là con của người đàn bà thấp hèn, không đáng để lên ngôi. Thái hậu muốn lập Lã Côi vương (không rõ tên) lên ngôi, nhưng Nguyễn Nhữ Vi và Nguyễn Kính phi muốn lập Lê Tuấn. Nhữ Vi đã bèn nghĩ cách lừa Thái hậu đi đón Lã Côi vương, còn mình đóng cửa thành, nhanh chóng đưa Lê Tuấn lên ngôi. Thái hậu khi quay về rất không vui.
Lê Tuấn lên ngôi, tức Lê Uy Mục, tôn bà làm Trường Lạc Thánh Từ Thái hoàng thái hậu (長樂聖慈太皇太后).
Ngày 8 tháng 4, năm Đoan Khánh thứ nhất (1505), Uy Mục Đế sai người giết chết Thái hoàng thái hậu tại chính tẩm cung của bà, lúc đó bà thọ độ 65 tuổi. Ngày 27 tháng 4, năm đó, Uy Mục Đế truy tôn thuỵ hiệu cho bà là Huy Gia Tĩnh Mục Ôn Cung Như Thuận Thái hoàng thái hậu (徽嘉靜穆溫恭柔順太皇太后), an táng ở Sơn lăng nay là Lam Sơn, Thanh Hóa.
Sau, Uy Mục Đế đã giết quan Lễ bộ Thượng thư là Đàm Văn Lễ và quan Đô ngự sử là Nguyễn Quang Bật, vì lẽ rằng khi Hiến Tông mất, bà Thái hậu và hai người này có ý không chịu lập Uy Mục.

## Giả thuyết khác về xuất thân

### Số phận bi thảm
Có một dị bản về xuất thân của bà, cho rằng bà là con gái bị lưu lạc của Nguyễn Trãi.
Sách Tang thương ngẫu lục của Phạm Đình Hổ và Nguyễn Án (Đạm Nguyên dịch, Đại Nam, 1970, viết tắt là NL) trong bài Vua Thánh Tông có đoạn:
Khoảng đầu niên hiệu Thái Hòa (1443-1453), Tế văn hầu Nguyễn Trãi phải tội, có người con gái bị bắt vào quan, sung vào hàng nữ nhạc. Người con gái ấy tư sắc tuyệt đẹp, tuổi đã 17, 18 mà không biết nói. Đến nay theo bạn vào cung hầu yến, vì câm nên chỉ ngồi gõ phách. Khi hoàng đế bước lên ngự tọa, người con gái bỗng cầm phách hát. Tiếng hát du dương, dư âm dường quấn quanh trên rường, như khúc hát Quân thiên (điệu hát trên đế đình). Hoàng đế lấy làm lạ hỏi, thì người con gái nói năng giống hệt người Ngọc nữ trên chỗ Thượng đế. Hoàng đế liền thu nạp vào hậu cung, sách lập làm Trường Lạc Hoàng hậu (tr. 233).
Vì là người có nhan sắc tuyệt đẹp, bà Trường Lạc được Thánh Tông yêu quý nhất trong số các cung nhân. Hoàng đế đã cho điều tra lại vụ án Lệ Chi Viên và xuống chiếu tẩy oan cho Nguyễn Trãi, bổ Anh Vũ, một người anh cùng cha với bà, làm tri huyện (1464). Tuy nhiên, mối tình đằm thắm với Thánh Tông không rõ kéo dài bao lâu, nhưng về sau, theo sử sách, bà bị ruồng bỏ, bạc đãi đến nỗi đem lòng thù ghét.
Đại Việt sử ký toàn thư có nói đến việc này, bà bị giam cầm ở cung lâu ngày, đến khi Thánh Tông bệnh nặng, được đến thăm, ngầm đem thuốc độc bôi vào chỗ loét của hoàng đế, bệnh của ông càng thêm nặng mà qua đời.

### Nghi vấn
Gia phả họ Nguyễn Nhị Khê cho biết, sau vụ án Lệ Chi Viên, gia quyến Nguyễn Trãi có một số người chạy thoát nạn tru di tam tộc. Đó là một người con của ông cùng hai bà vợ thứ tư Phạm Trí Mẫn và thứ năm Lê thị, đang mang thai. Phải chăng đây chính là cơ sở để người ta cho rằng, chuyện bà hoàng Trường Lạc (huý là Hằng) là con gái của Nguyễn Trãi ? 
Nói về việc này, người xưa có những ghi chép không giống nhau, trong đó có tài liệu chỉ nhắc đến con trai Anh Vũ may mắn sống sót mà không cho biết Nguyễn Trãi có con gái sống sót. Tuy nhiên, sử gia Trần Huy Liệu (Nguyễn Trãi, Khoa Học, 1966) lại viết rằng: Thế rồi cả gia quyến Nguyễn Trãi bị bắt giam: con gái bị sung làm nô tỳ ở cung vua hay ở các nhà quan, con trai thì chờ ngày ra pháp trường chịu tội tử hình. Như vậy, giả thuyết con gái Nguyễn Trãi sống sót là có.
Mặt khác, chính sử chép rằng Thái hoàng thái hậu Trường Lạc mất năm 1505, thọ 65 tuổi. Theo cách tính tuổi thông thường, cô Hằng sinh năm 1441. Được hai tuổi (1442) thì mồ côi cha. Năm 1460, cô được tuyển vào cung, tuổi vừa tròn 20. Chi tiết này có vẻ khá trùng hợp với các tài liệu nói về Nguyễn Trãi. Tính từ năm ông bị giết (1442) đến năm cô Hằng được tuyển vào cung (1460) được 18 năm. Cô Hằng vào hầu Thánh Tông năm cô ít nhất cũng đã được 19 tuổi ta. Và năm Nguyễn Trãi bị giết, cô Hằng được 2 tuổi, Anh Vũ còn nằm trong bụng mẹ. Rất có thể bà Trường Lạc là chị ruột hay ít ra cũng là chị cùng cha khác mẹ của Anh Vũ.
Tiếp đó, tại sao chính sử nói bà Trường Lạc quê ở Gia Miêu (Thanh Hóa), song lại được Uy Mục cho làm điện Quang Mỹ ở phường Lệ Viên, huyện Quảng Đức (Thăng Long, Hà Nội ngày nay) để thờ tiên tổ của bà. Phải chăng quê quán thực của bà là vùng Quảng Đức, chứ không phải Gia Miêu? Chúng ta cũng được biết rằng Nguyễn Trãi sinh ra tại gia đình nhà mẹ là dinh quan Tư đồ Trần Nguyên Đán ở Thăng Long. Đây là một điều trùng hợp ngẫu nhiên hay cố ý? Hay là cha đẻ của bà không phải là Nguyễn Đức Trung mà chính là Nguyễn Trãi?
Một số sử gia đương đại cho rằng, việc Nguyễn Trãi có một người con gái sống sót nhưng chính sử lại chép Hoàng thái hậu Trường Lạc (hay Hoàng thái hậu họ Nguyễn) là con gái thứ hai của ông Nguyễn Đức Trung có thể lý giải do Thái úy là người tốt, ông nuôi cô từ nhỏ và nhận là con. Thêm vào đó là dù triều đình Thánh Tông có biết rõ gốc gác của bà Hoàng hậu Trường Lạc, thì sử thần đương thời cũng khó mà có thể chép rằng chính triều đình của cha Thánh Tông đã giết oan ba họ nhà cha vợ của vua.
Nếu bà Trường Lạc đúng là con gái sống sót của Nguyễn Trãi như Phạm Đình Hổ và Nguyễn Án cho biết thì cuộc đời của bà có thể nói là nhiều thăng trầm, bi thảm nhất trong lịch sử Việt Nam. Cha bà cùng với 3 họ bị giết oan, bà bị bắt làm nô tì từ năm 2 tuổi. Lớn lên bà được tuyển vào cung, được phong Quý phi, rồi lại bị hắt hủi, giam nơi cung cấm. Bà được tấn phong Hoàng thái hậu, Thái hoàng thái hậu và cuối cùng bị cháu nội sai người giết chết.

## Danh hiệuTrường Lạc Hoàng hậu
Cái tên này xuất hiện sớm nhất có lẽ là trong Đại Việt sử ký toàn thư, chép về việc bà đến thăm Lê Thánh Tông khi ông bệnh nặng và cuốn sử ghi lại bà đã hạ độc khiến bệnh Thánh Tông trở nặng và chết nhanh chóng sau đó.
Theo Đại Việt thông sử, nhà Lê Sơ không có truyền thống lập Hoàng hậu, mà chỉ cao nhất là Quý phi. Các bà Cung Từ Hoàng thái hậu, Tuyên Từ Hoàng thái hậu, Quang Thục Hoàng thái hậu đến Huy Gia Hoàng thái hậu (tức bà Trường Lạc) vốn không hề được lập Hoàng hậu khi còn sống, chỉ được tôn làm Hoàng thái hậu khi con trai các bà lên ngôi. Vì lẽ đó, cách gọi Trường Lạc Hoàng hậu đối với bà Huy Gia Hoàng thái hậu là một vấn đề chưa có lời giải chính xác. 
Một giả thiết về việc này, có lẽ cũng tương tự trường hợp Thượng Dương Hoàng hậu Dương thị nhà Lý. Bà khi ấy là Hoàng thái hậu, ở Thượng Dương cung, nên gọi là Thượng Dương Thái hậu, nhưng về sau hay gọi bà thành Thượng Dương Hoàng hậu, biến từ tên cung nơi ở Thượng Dương trở thành phong hiệu khi làm Hoàng hậu của Dương hậu vậy. Tương tự, Huy Gia Hoàng thái hậu khi ấy ở cung Trường Lạc, và người đời quen dùng tên cung thất để gọi bà, cho nên từ Trường Lạc cung Hoàng thái hậu, dần dần trở thành Trường Lạc Thái hậu và cuối cùng là Trường Lạc Hoàng hậu.